# 荒井有里
荒井 有里（あらい ゆり、1968年 - 2018年）は、日本のフリーライター。著作者。埼玉県出身。

## 経歴
埼玉県春日部市に生まれる。武里中学校卒業後、春日部共栄高等学校に入学した。大妻女子大学中退、早稲田大学第一文学部演劇科卒業。出版社勤務を経て、フリーライターになる。インテリア系のジャンルで取材・執筆活動を行い、1998年に『花とガーデンの仕事』を出版。2005年『ひとりっ子でよかった』以降は断筆した。2018年1月5日に、主婦の友社により訃報が出された。享年50歳。死因は不明である。

## 著書
- 『花とガーデンの仕事』（1998年2月、主婦の友社）
- 『インテリアの仕事: あこがれの仕事ガイド』（1998年8月、主婦の友社）
- 『外国の暮らしを扱う仕事』（1999年3月、主婦の友社）
- 『出したらしまえない人へ』（2004年8月、主婦の友社）
- 『ひとりっ子でよかった』（2005年12月、学陽書房）